# Vulkan (Heraldik)
Ein Vulkan ist in der Heraldik eine gemeine Figur, der keine ausdrückliche heraldische Darstellung im Wappen erfährt.
Die Darstellung der Wappenfigur reicht vom rauchenden bis zum brennenden Berg; es ist auch nur eine schneebedeckte Bergkuppe möglich. Der Berg selbst kann naturell (grün bewachsen) oder schematisch als Kegel im Wappen oder als erloschener Krater sein. Die Anzahl von Vulkanen sollte im Wappen der Übersichtlichkeit wegen allgemein auf drei beschränkt sein. Eine dreidimensionale Darstellung und eine Umgebung eines Ozeans ist auch möglich. Die Wappenbeschreibung sollte für dieses Heroldsbild ausführlich erfolgen, damit die Darstellung im Wappenschild oder Feld recht eindeutig ist. Als Farben sind alle heraldischen Tinkturen möglich. Andere Wappenfiguren sind nicht ausgeschlossen.
Gewählt wird die gemeine Figur, wenn mittel- oder unmittelbar ein Bezug zum Vulkan besteht. Der Vulkan hat in der Heraldik durch die sogenannten Vulkanwappen Bedeutung erlangt. Hier schlossen sich mittelamerikanische Staaten mit ähnlichem Wappenbild zwischen den Jahren 1823 und 1838/1839 zur Zentralamerikanischen Konföderation zusammen.

Beispiele
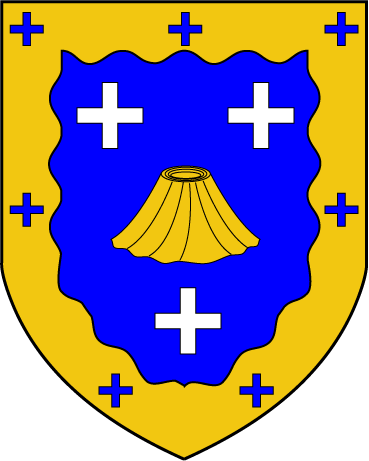
Krater auf dem Wappen der Familie Nissirios
Brennender oder feuerspeiender Vulkan
Räumliche Darstellung; drei rauchende Vulkane
Drei Berge; ein rauchender Vulkan mit Flammen
Drei feuerspeiende Vulkane; schematisch und schneebedeckt
Vulkan ist Symbol für die Bedeutung des Vulkanismus in der Verbandsgemeinde Pellenz, fünf Steinbrocken stehen für die Zahl der angeschlossenen Orte
Auch Saffig liegt in der vulkanisch geprägten Landschaft des Pellenz